# Giovanni Battista Pittoni
Giovanni Battista Pittoni (Giambattista Pittoni; ur. 20 czerwca 1687 w Wenecji, zm. 17 listopada 1767 tamże) – malarz wenecki okresu późnego baroku.

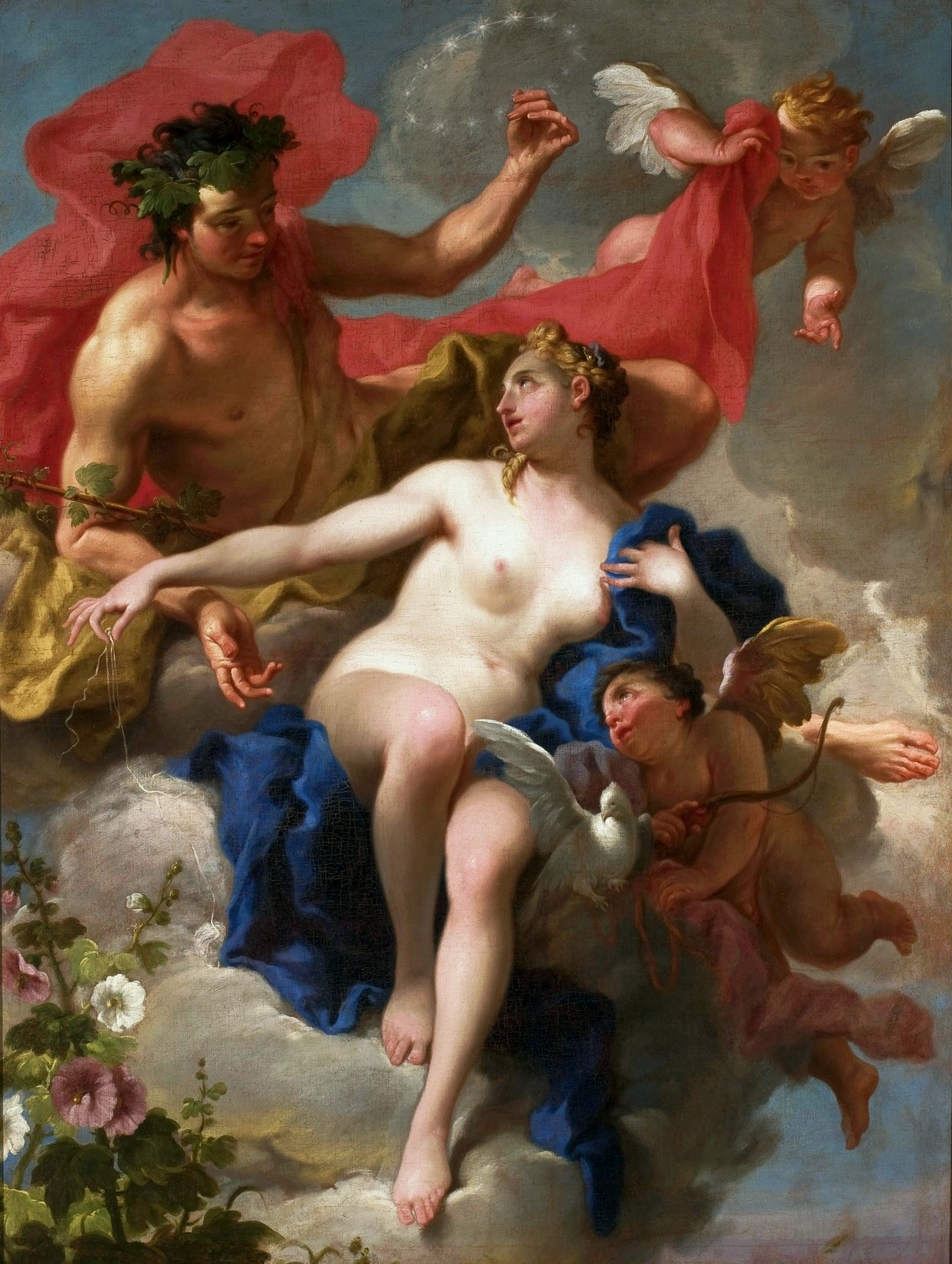
Bachus i Ariadna Muzeum Narodowe w Warszawie, I poł. XVIII w.

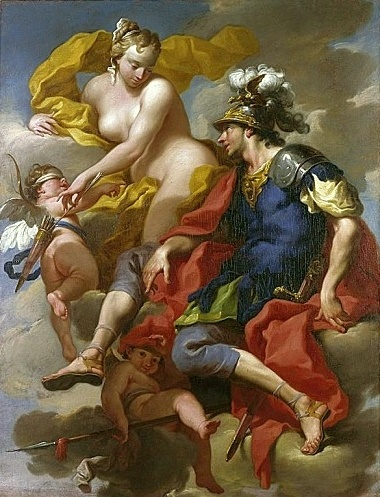
Wenus i Mars Muzeum Narodowe w Warszawie, I poł. XVIII w.

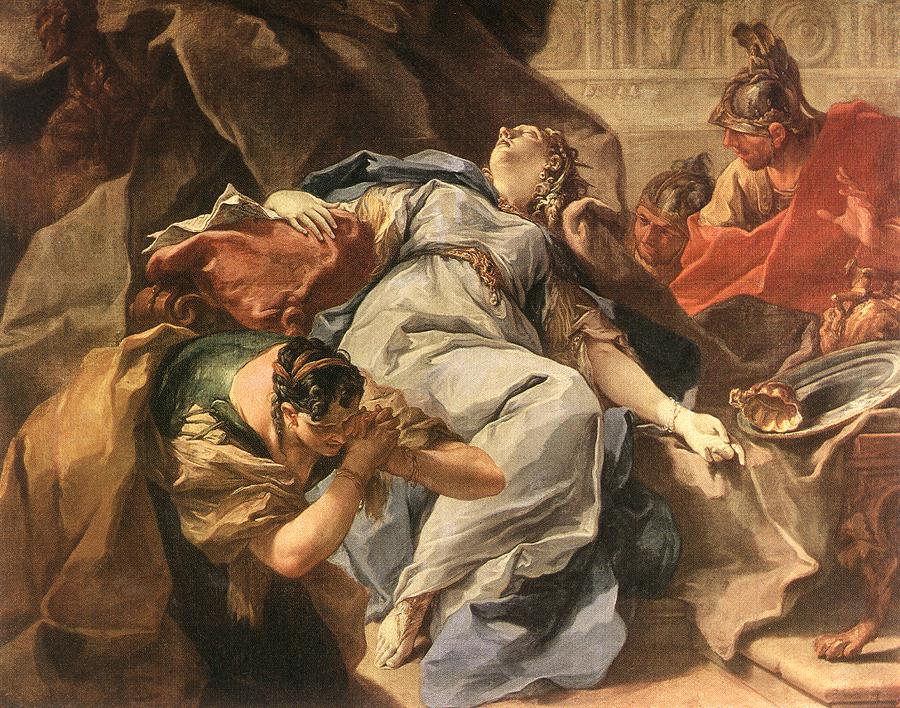
Śmierć Sofonisby Muzeum im. Puszkina w Moskwie, I poł. XVIII w.

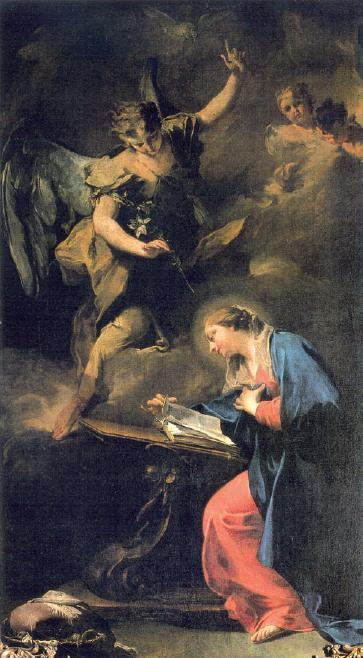
Zwiastowanie Kościół Mariacki, Kraków ok. 1740

## Życiorys
Giovanni Battista Pittoni był uczniem swojego wuja, Francesca Pittoniego. W 1716 roku dołączył do Fraglia dei Pittori Veneziani, weneckiego cechu malarskiego. Prawdopodobnie od tegoż roku, stał się członkiem Collegio dei Pittori, w 1729 został przewodniczącym tejże organizacji. Dwa lata wcześniej wybrano go do bolońskiej Accademia Clementina. W 1750 został współzałożycielem szkoły artystycznej Veneta Pubblica Accademia di Pittura, Scultura e Architettura, następnie przemianowanej na Accademia di Belle Arti di Venezia; w latach 1758–1760 roku kierował tą placówką, zastępując Tiepola. Kierownictwo objął raz jeszcze w latach 1763–1764. Po śmierci w 1767 Pittoni został pochowany w weneckim kościele San Giacomo dall’Orio.
Artysta wychował się i kształcił w kręgu weneckich malarzy, stąd w jego stylu, zwłaszcza wcześniejszego okresu widoczne są wpływy Giordano i Sebastiana Ricci oraz Piazetty i Tiepola. Jego malarstwo wyróżnia się jasną, pogodną kolorystyką. Jest przypisywane do okresu rokoka, lecz ostatnie dzieła wykazują cechy neoklasycyzmu. Malował głównie obrazy, ale dał się również poznać jako twórca fresków (m.in. Prawo i pokój w weneckim Palazzo Pesaro) i restaurator dzieł dawnego malarstwa. Preferował tematy mitologiczne, historyczne, alegoryczne i przede wszystkim religijne. Sporadycznie malował portrety.
Giovanni Battista Pittoni za życia był malarzem o międzynarodowej sławie. Pełnił także funkcję restauratora dawnych obrazów, zwłaszcza w quadri pubblici, dóbr państwowych ówczesnej Serenissimy. Na terenie Italii malarz wykonał m.in. obrazy, głównie zdobiące ołtarze kościołów w Bergamo, Brescii, Mediolanie, Padwie, Weronie, Vicenzy. 
Był malarzem dworskim, jego prace zamawiali możni z wielu krajów Europy. Dla Augusta II Sasa namalował ok. 1713 m.in. Śmierć Agryppiny i Śmierć Seneki, pierwotnie w zbiorach drezdeńskich. Następca tronu August III zamówił w 1743 obraz Krassus w Świątyni Jerozolimskiej. Ksiądz Jacek Łopacki archiprezbiter kościoła Mariackiego w Krakowie, zamówił zespół obrazów ołtarzowych umieszczonych przy filarach międzynawowych (Męczeństwo św. Sebastiana, Wizja św. Filipa Nereusza, Zwiastowanie Najświętszej Maryi Panny, Pokłon Trzech Króli, Maria Magdalena). Na zlecenie Klemensa Augusta Bawarskiego artysta wykonał w 1734 obraz Święta Elżbieta karmiąca ubogich, do zamku w Bad Mergentheim. Na życzenie Wilhelminy Amalii namalował dwa obrazy do kaplicy pałacu Schönbrunn (Nauka Marii i Święty Jan Nepomucen). W 1735 Pittoni namalował dla króla Hiszpanii Filipa V obraz Wjazd Aleksandra do Babilonu, który umieszczono w własnej rezydencji. Kolekcjonerzy dzieł sztuki (m.in. Johann Matthias von der Schulenburg) oddawali Pittoniemu starsze dzieła, które artysta poddawał konserwacji.

## Dzieła (wybór)

### Tematyka mitologiczna
- Wenus i Mars (obraz Giovanniego Pittoniego), Muzeum Narodowe w Warszawie
- Bachus i Ariadna (obraz Giovanniego Pittoniego), Muzeum Narodowe w Warszawie
- Bachus i Ariadna (1720–1725), Luwr w Paryżu
- Wenus i Mars (1720–1725), Luwr
- Ofiara Polikseny przy grobie Achillesa, Luwr
- Diana i Akteon (ok. 1725), Palazzo Chiericati w Wenecji

### Tematyka religijna
- Madonna i dziecko z dwoma aniołam (obraz Giovanniego Pittoniego), Muzeum Narodowe w Warszawie
- Ofiara Izaaka (1720), kościół San Francesco della Vigna w Wenecji
- Hagar na pustyni, kościół Santa Maria Gloriosa dei Frari w Wenecji
- Pokłon Trzech Króli (1740) kościół kolegiacki Santi Nazaro e Celso w Brescii
- Zdjęcie z krzyża, kościół w Manerbio
- Ukamienowanie Szczepana, ołtarz w kościele NMP w Dießen
- Męczeństwo św. Tomasza Apostoła, kościół San Stae w Wenecji
- Męczeństwo św. Esterii, katedra w Bergamo
- Madonna z Dzieciątkiem oraz świętymi Piotrem, Pawłem i Piusem V (1723), kościół Santa Corona w Vicenzy
- Madonna z Dzieciątkiem i święci, ołtarz w kościele w San Germano dei Berici.
- Święty Andrzej Avellino, kościół San Gaetano w Brescii
- Modlitwa Marii, kaplica Palazzo Lechi w Montirone

- Ofiara Jeftego, Museo di Palazzo Reale w Genui
- Dawid i Batszeba, kolekcja prywatna
- Zwiastowanie (1758), Gallerie dell’Accademia w Wenecji
- Boże Narodzenie, Musée des Beaux-Arts w Quimper
- Odpoczynek podczas ucieczki do Egiptu (1725–1726), Muzeum Thyssen-Bornemisza w Madrycie
- Cud z chlebem i rybami (1725), National Gallery of Victoria w Melbeurne
- Zdjęcie z krzyża (1750), The California Palace of the Legion of Honor w San Francisco
- Święty Roch (1727), Szépművészeti Múzeum w Budapeszcie
- Śmierć Józefa, Berggruen Museum, w Berlinie-Charlottenburgu
- Święci Hieronim i Piotr z Alkantary (ok. 1725), National Gallery of Scotland w Edynburgu
- Madonna z Dzieciątkiem oraz św Różą z Limy, św. Karolem Borromeuszem, św. Dominikiem i św. Bonawenturą, 1735, Rzym, kolekcja Prampolinich

### Portrety
- Portret kardynała Bartolomea Roverelli, Accademia dei Concordi w Rovigo

### Tematyka alegoryczna
- Pokój i Nauka, Ca’ Pesaro w Wenecji
- Alegoria Malarstwa i Rzeźby, Gallerie dell’Accademia w Wenecji
- Pochwała Isaaca Newtona, (ok. 1727–1729), Fitzwilliam Museum w Cambridge

### Tematyka historyczna
- Wstrzemięźliwość Scypiona (1733–1735), Luwr
- Założenie Kartaginy przez Dydonę, Luwr